# イーラス・ベブ
イーラス・ベブ（Ihlas Bebou 、1994年4月23日 - ）は、トーゴ・アレジョ・カダラ出身の同国代表プロサッカー選手。TSG1899ホッフェンハイム所属。ポジションはFW。

## 経歴

### クラブ
トーゴのアレジョ・カダラで生まれ、11歳の時に家族と共にデュッセルドルフに移住。2011年よりフォルトゥナ・デュッセルドルフの下部組織でプレーを始め、2013-14シーズンからトップチームに昇格した。
2013年7月9日に開催されたグラスホッパー・クラブ・チューリッヒとの親善試合で、空中戦で競り合った際に頭蓋骨骨折と脊髄損傷の重傷を負った。一時的に右腕が麻痺したが、その後の治療で無事回復した。
2013年9月15日、ブンデスリーガ第2節のディナモ・ドレスデン戦で62分から途中出場しトップチームデビューを飾った。
2017年8月31日、ハノーファー96に移籍。
2019年5月16日、TSG1899ホッフェンハイムと2023年6月30日までの契約を締結した。

### 代表
2016年9月4日、アフリカネイションズカップ2017予選のジブチ戦でトーゴ代表デビューを飾った。